# 十角数
十角数(じっかくすう、Decagonal number)は、十角形の多角数である。n番目の十角数は、以下の式で与えられる。
{\displaystyle D_{n}=4n^{2}-3n.}
最初のいくつかの十角数は、次の通りである。
0, 1, 10, 27, 52, 85, 126, 175, 232, 297, 370, 451, 540, 637, 742, 855, 976, 1105, 1242, 1387, 1540, 1701, 1870, 2047, 2232, 2425, 2626, 2835, 3052, 3277, 3510, 3751, 4000, 4257, 4522, 4795, 5076, 5365, 5662, 5967, 6280, 6601, 6930, 7267, 7612, 7965, 8326, …（オンライン整数列大辞典の数列 A001107）
n番目の十角数は、nの自乗にn-1番目の矩形数の3倍を加えることで得られる。
{\displaystyle D_{n}=n^{2}+3(n^{2}-n).}

## 性質
十角数の偶奇性は、交互に入れ替わる。